# Isosaari (ö i Finland, Lappland, Rovaniemi, lat 66,05, long 26,49)
Isosaari är en ö i Finland. Den ligger i sjön Saarijärvi och i kommunen Ranua i den ekonomiska regionen  Rovaniemi ekonomiska region  och landskapet Lappland, i den norra delen av landet, 700 km norr om huvudstaden Helsingfors. Öns area är 27,1 hektar och dess största längd är 1,2 kilometer i nord-sydlig riktning.